# 長頭腔吻鱈
長頭腔吻鱈，為輻鰭魚綱鱈形目鼠尾鱈科的其中一種，分布於西北太平洋琉球海溝海域，屬深海底棲性魚類，深度336-700公尺，本體長可達89公分，棲息在底層水域，生活習性不明。